# Джоузеф Алън
Джоузеф Пърсивал Алън (на английски: Joseph Percival Allen) е роден на 27 юни 1937 г. в Крауфордсвил, Индиана, САЩ. Американски учен и астронавт на НАСА, участник в два космически полета.

## Образование
Джоузеф Пърсивал Алън е завършил колеж в Крауфордсвил, Индиана през 1959 г. с бакалавърска степен по физика и математика. През 1961 г. защитава докторат по философия, а през 1965 г. - по физика в Университета Йеил. Член е на Американската асоциация по физика, Американското научно общество и Американският институт по аеронавтика и астрономия.

## Служба в НАСА
Дж. П. Алън е избран от НАСА на 4 октомври 1967 г., Астронавтска група №6. Първото си назначение в НАСА получава през 1971 г., когато е включен в поддържащия екипаж на Аполо 15. От август 1975 до края на 1978 г., Алън работи като асистент - администратор в Космическия център Линдън Джонсън, Хюстън, Тексас. След този период започва подготовка по новата програма Спейс шатъл. През април 1981 г. е CAPCOM офицер по време на първата мисия на Колумбия, STS-1. След това е технически асистент на директора на полетните операции.

### Космически полети
| Космически полети на Джоузеф Пърсивал Алън                        | Космически полети на Джоузеф Пърсивал Алън | Космически полети на Джоузеф Пърсивал Алън | Космически полети на Джоузеф Пърсивал Алън | Космически полети на Джоузеф Пърсивал Алън | Космически полети на Джоузеф Пърсивал Алън | Космически полети на Джоузеф Пърсивал Алън |
| №                                                                 | Дата                                       | КК                                         | Емблема на мисията                         | Функции                                    | Продължителност                            |                                            |
| ----------------------------------------------------------------- | ------------------------------------------ | ------------------------------------------ | ------------------------------------------ | ------------------------------------------ | ------------------------------------------ | ------------------------------------------ |
| 1                                                                 | 11 ноември 1982                            | „Колумбия“, STS-5                          |                                            | Специалист на мисията                      | 5 денонощия 02 часа 14 мин. 26 сек.        |                                            |
| 2                                                                 | 8 ноември 1984                             | „Дискавъри“, STS-51A                       |                                            | Специалист на мисията                      | 7 денонощия 23 часа 44 мин. 56 сек.        |                                            |
| Сумарно време в космоса – 13 денонощия 01 час 59 минути и 22 сек. |                                            |                                            |                                            |                                            |                                            |                                            |

## След НАСА
След като напуска напуска НАСА, Джоузеф Алън започва работа в аерокосмическия гигант Дженерал дайнамикс, където остава до пенсионирането си през 2004 г.

## Награди
- Медал на НАСА за изключителни научни постижения (1973 г.);
- Медал на НАСА за отлична служба (1978 г.);
- Медал на НАСА за високо изпълнение на професионалните задължения (1975 и 1981 г.);
- Медал на НАСА за групови научни постижения (1971 и 1974 г.);

В Астронавтската зала на славата от 2005 г.